# Rapier
Le Rapier est un système de défense sol-air développé par British Aircraft Corporation (actuellement MBDA) pour le compte de la British Army et de la Royal Air Force.

## Historique

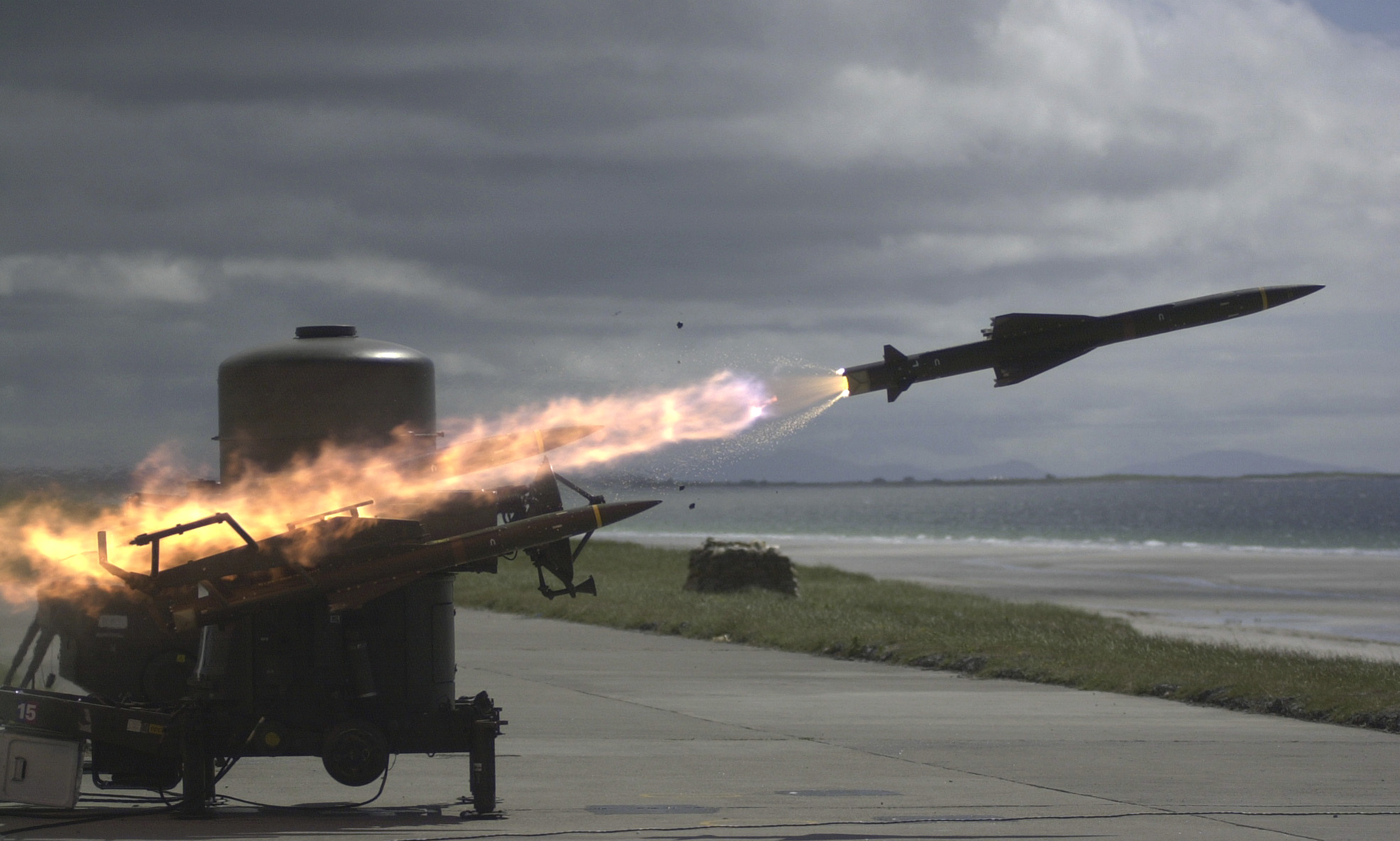
Tir d'un missile lors d'un exercice en Écosse le 17 juin 2001.

Il est conçu à la suite de l'échec du programme américain MIM-46 Mauler abandonné en 1965. Entré en service en 1971, son baptême du feu a lieu lors de la guerre des Malouines et il est mis en service par une douzaine d'États.

## Utilisateurs
- Iran
- Indonésie
- Kenya
- Malaisie[1]
- Oman
- Singapour[2]
- Turquie
- Émirats arabes unis
- Zambie[3]

## Anciens utilisateurs
- Australie
- Iran
- Royaume-Uni, utilisé par la Royal Artillery, a été remplacé par le Common Anti-Air Modular Missile (Sky Sabre) le 27 janvier 2022[4].
- Libye
- Suisse, 60 systèmes achetés en 1980 pour 1,7 milliard de francs suisses. 30 % de l'engin et les missiles fabriqués sous licence[5]. Intégration du missile MKII de 2004 à 2007[6]. Retrait fin 2022 et démantèlement commencé en 2023[7].

## Galerie

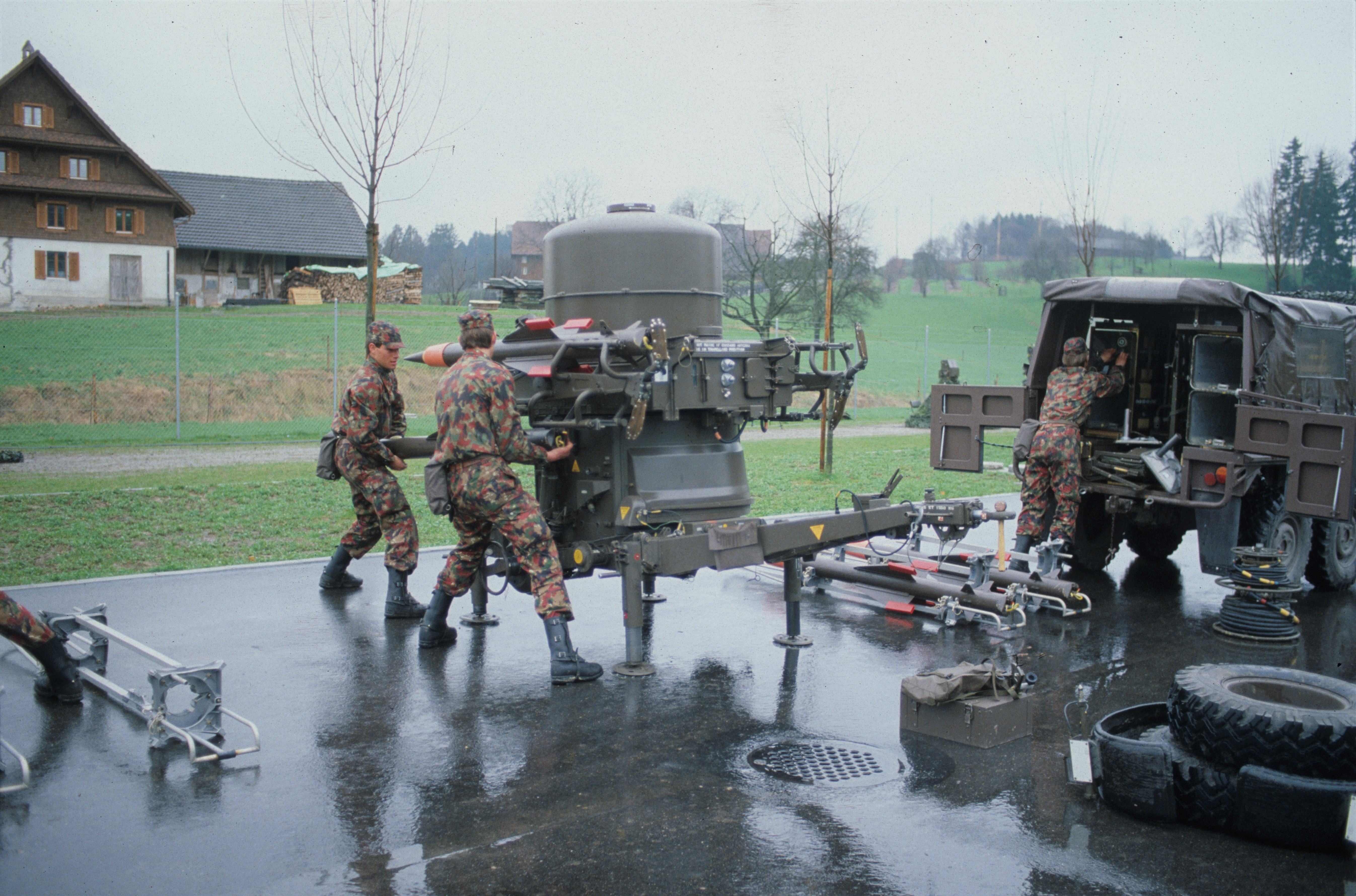
Système Rapier de l'armée suisse durant une école de recrue en 1986 à Emmen.
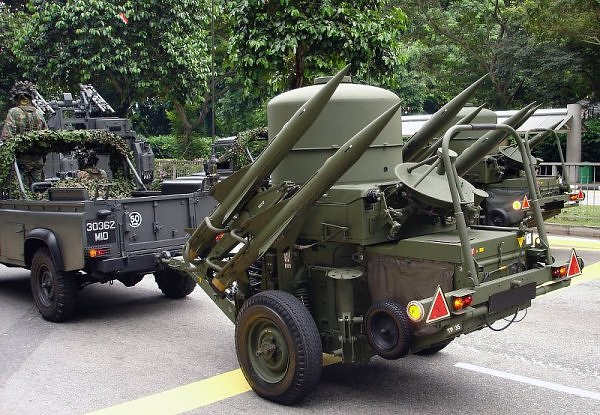
Un Rapier singapourien .
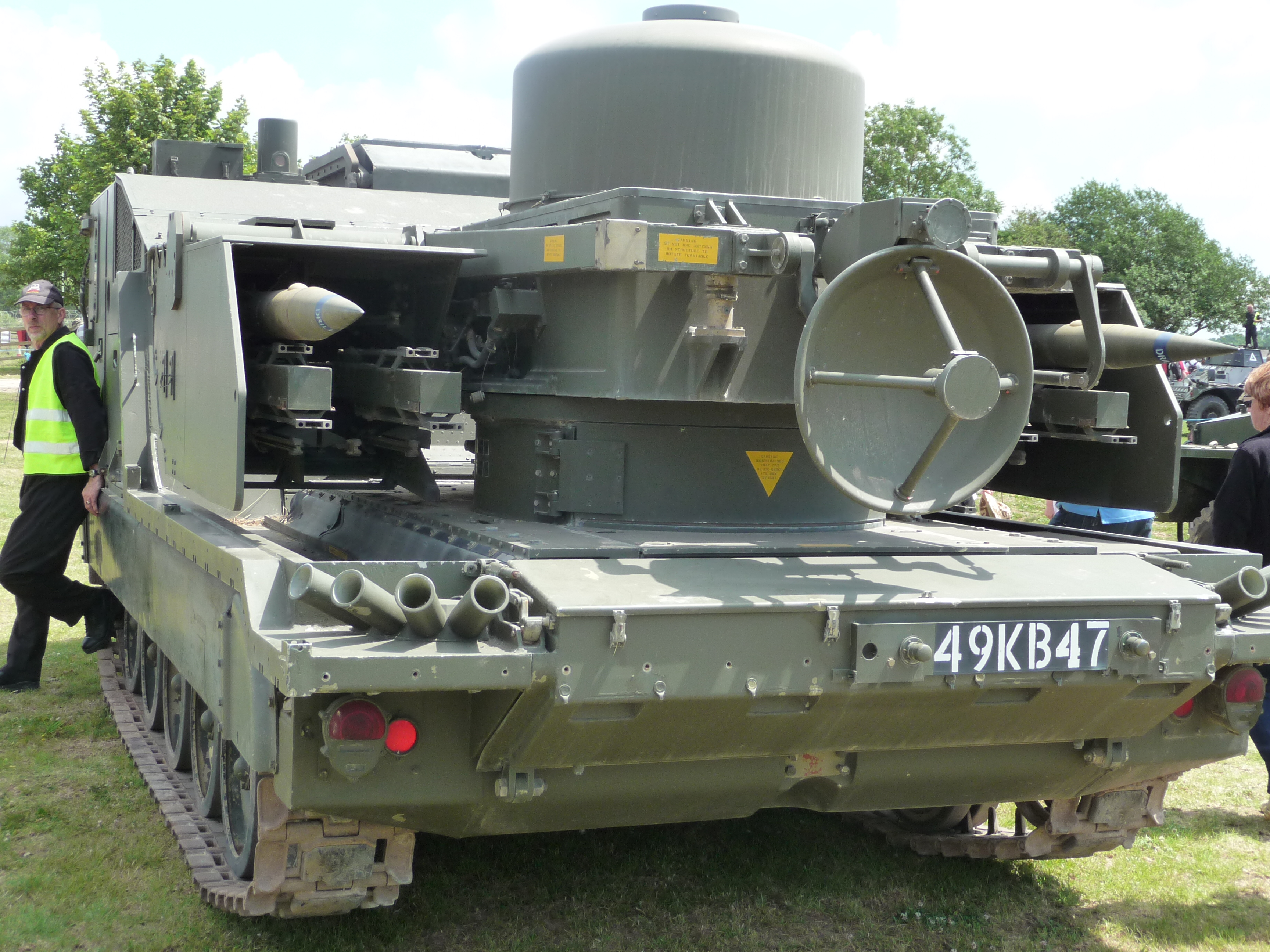
M548 lance-missiles Rapier de la British Army en 2009.